# Pozorecká borovice
Pozorecká borovice je památný strom borovice lesní (Pinus sylvestris), která roste na úpatí svahu u místní komunikace spojující Pozorku se Suchou v Karlovarském kraji, asi 100 m od rybníka v Pozorce ve směru na Suchou. Nakloněná borovice s rozložitou středně vysokou korunou je nejhezčí solitérní borovice Nejdecka. Kmen 18,5 m vysoké borovice má obvod 225 cm (měření 2006). Borovice je chráněna od roku 2006.

## Stromy v okolí
- Lípa u benzinové stanice
- Javor u Hanáků
- Buková alej v ulici Pod Lesem
- Čtveřice lip srdčitých u Zimů